# Bahnstrecke Winden–Karlsruhe
Koordinaten: 49° 2′ 25,8″ N, 8° 17′ 7,8″ O
| |                                                                                          |                                                                 |                                                                 |
| Streckennummer (DB): | 3443                                                                                     |                                                                 |                                                                 |
| Kursbuchstrecke (DB): | 676 280 (bis ≈1970) 243c (1939)                                                          |                                                                 |                                                                 |
| Kursbuchstrecke: | 282 (Winden (Pfalz) – Wörth (Pfalz) 1946) 318e (Karlsruhe-Mühlburg – Karlsruhe Hbf 1946) |                                                                 |                                                                 |
| Streckenlänge: | 26,5 km                                                                                  |                                                                 |                                                                 |
| Spurweite: | 1435 mm (Normalspur)                                                                     |                                                                 |                                                                 |
| Streckenklasse: | D4                                                                                       |                                                                 |                                                                 |
| Stromsystem: | Wörth (Rhein)–Karlsruhe: 15 kV 16,7 Hz ~                                                 |                                                                 |                                                                 |
| Maximale Neigung: | < 10 ‰                                                                                   |                                                                 |                                                                 |
| Minimaler Radius: | Wörth–Karlsruhe: 488 m                                                                   |                                                                 |                                                                 |
| Streckengeschwindigkeit: | 160 km/h (mit Neigetechnik) 140 km/h                                                     |                                                                 |                                                                 |
| Zweigleisigkeit: | Wörth (Rhein)–Karlsruhe Hbf Südeinf                                                      |                                                                 |                                                                 |
| |                                                                                          |                                                                 |                                                                 |
| \| \| \| von Neustadt \| \| \| \| \| von Bad Bergzabern \| \| \| \| 0,000 \| Winden (Pfalz) \| 140 m \| \| \| 0,339 \| nach Wissembourg \| nach Wissembourg \| \| \| \| B 427 \| \| \| \| \| Kandel West (geplant) \| \| \| \| \| B 427 \| \| \| \| 7,029 \| Kandel \| 122 m \| \| \| 7,712 \| ehem. Betriebs- und Bau-Inspektionsgrenze \| ehem. Betriebs- und Bau-Inspektionsgrenze \| \| \| \| A 65 \| \| \| \| \| Otterbach \| \| \| \| 11,924 \| Wörth Mozartstraße \| 110 m \| \| \| \| von Wörth Badepark \| \| \| \| 13,200 \| Wörth (Rhein) Alte Bahnmeisterei (Bft) \| Wörth (Rhein) Alte Bahnmeisterei (Bft) \| \| \| \| von Schifferstadt \| \| \| \| 13,775 \| Wörth (Rhein) \| 105 m \| \| \| \| nach Strasbourg \| \| \| \| \| B 9 \| \| \| \| \| \| \| \| \| \| zum Wörther Hafen (nur Güterverkehr) \| \| \| \| \| A 65 \| \| \| \| 15,400 \| Maximiliansau West \| 111 m \| \| \| \| Maximiliansau (1864–1938) \| \| \| \| 15,910 \| Maximiliansau Eisenbahnstraße \| 115 m \| \| \| 16,213 \| Rheinbrücke Maxau (seit 1938) \| Rheinbrücke Maxau (seit 1938) \| \| \| \| \| \| \| \| 16,516 \| Maxau \| 116 m \| \| \| \| Anschluss Papierfabrik Stora Enso \| \| \| \| \| Maxaubahn zum alten Karlsruher Hbf, heute zum Straßenbahnnetz \| \| \| \| \| zur Raffinerie MiRO (nur Güterverkehr) \| \| \| \| 17,285 \| Karlsruhe Rheinbrücke \| Karlsruhe Rheinbrücke \| \| \| \| B 10 \| \| \| \| \| Alb \| \| \| \| 19,315 \| Karlsruhe-Knielingen \| 111 m \| \| \| 20,300 \| von Graben-Neudorf (nur Güterverkehr) \| von Graben-Neudorf (nur Güterverkehr) \| \| \| 20,873 \| Karlsruhe-Mühlburg \| 114 m \| \| \| \| B 10 \| \| \| \| \| zum Rheinhafen Karlsruhe (nur Güterverkehr) \| \| \| \| \| B 36 \| \| \| \| \| Alb \| \| \| \| 22,257 \| Karlsruhe West \| 114 m \| \| \| \| Güterumgehungsbahn Karlsruhe \| \| \| \| \| nach Karlsruhe-Dammerstock \| \| \| \| \| Malscher Landgraben \| \| \| \| \| Güterumgehungsbahn Karlsruhe \| \| \| \| \| Erlengraben \| \| \| \| \| Bahnstrecke Mannheim–Rastatt \| \| \| \| \| Güterumgehungsbahn Karlsruhe \| \| \| \| \| Alb \| \| \| \| \| \| \| \| \| 26,200 \| Karlsruhe Hbf Bft Südeinfahrt bis 2016 Karlsruhe Hbf Bft DB/AVG \| Karlsruhe Hbf Bft Südeinfahrt bis 2016 Karlsruhe Hbf Bft DB/AVG \| \| \| \| \| \| \| \| \| zum Albtalbf (zur Stadtbahn Karlsruhe) \| \| \| \| \| von Basel \| \| \| \| \| Albtalbahn \| \| \| \| 26,814 \| Karlsruhe Hbf (Gleise 101 und 102; MEG km 27,013) \| 121 m \| \| \| \| nach Mannheim \| \| \| \| \| \| \| \| Quellen: [3][4] \| \| \| \| |                                                                                          |                                                                 |                                                                 |
| Strecke |                                                                                          | von Neustadt                                                    | von Neustadt                                                    |
| Abzweig geradeaus und von rechts |                                                                                          | von Bad Bergzabern                                              | von Bad Bergzabern                                              |
| Bahnhof | 0,000                                                                                    | Winden (Pfalz)                                                  | 140 m                                                           |
| Abzweig geradeaus und nach rechts | 0,339                                                                                    | nach Wissembourg                                                | nach Wissembourg                                                |
| Bahnübergang |                                                                                          | B 427                                                           | B 427                                                           |
| ehemaliger Haltepunkt / Haltestelle |                                                                                          | Kandel West (geplant)                                           | Kandel West (geplant)                                           |
| Bahnübergang |                                                                                          | B 427                                                           | B 427                                                           |
| Bahnhof | 7,029                                                                                    | Kandel                                                          | 122 m                                                           |
| ehemalige Grenze | 7,712                                                                                    | ehem. Betriebs- und Bau-Inspektionsgrenze                       | ehem. Betriebs- und Bau-Inspektionsgrenze                       |
| Strecke mit Straßenbrücke |                                                                                          | A 65                                                            | A 65                                                            |
| Brücke über Wasserlauf |                                                                                          | Otterbach                                                       | Otterbach                                                       |
| Haltepunkt / Haltestelle | 11,924                                                                                   | Wörth Mozartstraße                                              | 110 m                                                           |
| Abzweig geradeaus und von rechts |                                                                                          | von Wörth Badepark                                              | von Wörth Badepark                                              |
| Haltepunkt / Haltestelle | 13,200                                                                                   | Wörth (Rhein) Alte Bahnmeisterei (Bft)                          | Wörth (Rhein) Alte Bahnmeisterei (Bft)                          |
| Abzweig geradeaus und von links |                                                                                          | von Schifferstadt                                               | von Schifferstadt                                               |
| Bahnhof | 13,775                                                                                   | Wörth (Rhein)                                                   | 105 m                                                           |
| Abzweig geradeaus und nach rechts |                                                                                          | nach Strasbourg                                                 | nach Strasbourg                                                 |
| Strecke mit Straßenbrücke |                                                                                          | B 9                                                             | B 9                                                             |
| Verschwenkung von links · Verschwenkung von rechts |                                                                                          |                                                                 |                                                                 |
| Strecke · Abzweig ehemals geradeaus und nach links |                                                                                          | zum Wörther Hafen (nur Güterverkehr)                            | zum Wörther Hafen (nur Güterverkehr)                            |
| Brücke · Strecke (außer Betrieb) |                                                                                          | A 65                                                            | A 65                                                            |
| Haltepunkt / Haltestelle · Strecke (außer Betrieb) | 15,400                                                                                   | Maximiliansau West                                              | 111 m                                                           |
| Strecke · Bahnhof (Strecke außer Betrieb) |                                                                                          | Maximiliansau (1864–1938)                                       | Maximiliansau (1864–1938)                                       |
| Haltepunkt / Haltestelle · Strecke (außer Betrieb) | 15,910                                                                                   | Maximiliansau Eisenbahnstraße                                   | 115 m                                                           |
| Grenze auf Brücke über Wasserlauf · Grenze auf Brücke über Wasserlauf (Strecke außer Betrieb) | 16,213                                                                                   | Rheinbrücke Maxau (seit 1938)                                   | Rheinbrücke Maxau (seit 1938)                                   |
| Verschwenkung nach links · Verschwenkung nach rechts (Strecke außer Betrieb) |                                                                                          |                                                                 |                                                                 |
| Haltepunkt / Haltestelle | 16,516                                                                                   | Maxau                                                           | 116 m                                                           |
| Abzweig geradeaus und von links |                                                                                          | Anschluss Papierfabrik Stora Enso                               | Anschluss Papierfabrik Stora Enso                               |
| Abzweig geradeaus und nach links |                                                                                          | Maxaubahn zum alten Karlsruher Hbf, heute zum Straßenbahnnetz   | Maxaubahn zum alten Karlsruher Hbf, heute zum Straßenbahnnetz   |
| Abzweig geradeaus und von links |                                                                                          | zur Raffinerie MiRO (nur Güterverkehr)                          | zur Raffinerie MiRO (nur Güterverkehr)                          |
| Dienststation / Betriebs- oder Güterbahnhof | 17,285                                                                                   | Karlsruhe Rheinbrücke                                           | Karlsruhe Rheinbrücke                                           |
| Brücke |                                                                                          | B 10                                                            | B 10                                                            |
| Brücke über Wasserlauf |                                                                                          | Alb                                                             | Alb                                                             |
| Bahnhof | 19,315                                                                                   | Karlsruhe-Knielingen                                            | 111 m                                                           |
| Abzweig geradeaus und von links | 20,300                                                                                   | von Graben-Neudorf (nur Güterverkehr)                           | von Graben-Neudorf (nur Güterverkehr)                           |
| Haltepunkt / Haltestelle | 20,873                                                                                   | Karlsruhe-Mühlburg                                              | 114 m                                                           |
| Strecke mit Straßenbrücke |                                                                                          | B 10                                                            | B 10                                                            |
| Abzweig geradeaus und von rechts |                                                                                          | zum Rheinhafen Karlsruhe (nur Güterverkehr)                     | zum Rheinhafen Karlsruhe (nur Güterverkehr)                     |
| Strecke mit Straßenbrücke |                                                                                          | B 36                                                            | B 36                                                            |
| Brücke über Wasserlauf |                                                                                          | Alb                                                             | Alb                                                             |
| Bahnhof | 22,257                                                                                   | Karlsruhe West                                                  | 114 m                                                           |
| Abzweig geradeaus und nach links |                                                                                          | Güterumgehungsbahn Karlsruhe                                    | Güterumgehungsbahn Karlsruhe                                    |
| Abzweig geradeaus und ehemals nach rechts |                                                                                          | nach Karlsruhe-Dammerstock                                      | nach Karlsruhe-Dammerstock                                      |
| Brücke über Wasserlauf |                                                                                          | Malscher Landgraben                                             | Malscher Landgraben                                             |
| Kreuzung geradeaus oben |                                                                                          | Güterumgehungsbahn Karlsruhe                                    | Güterumgehungsbahn Karlsruhe                                    |
| Brücke über Wasserlauf |                                                                                          | Erlengraben                                                     | Erlengraben                                                     |
| Abzweig geradeaus und von rechts |                                                                                          | Bahnstrecke Mannheim–Rastatt                                    | Bahnstrecke Mannheim–Rastatt                                    |
| Kreuzung geradeaus oben |                                                                                          | Güterumgehungsbahn Karlsruhe                                    | Güterumgehungsbahn Karlsruhe                                    |
| Brücke über Wasserlauf |                                                                                          | Alb                                                             | Alb                                                             |
| |                                                                                          |                                                                 |                                                                 |
| Dienststation / Betriebs- oder Güterbahnhof | 26,200                                                                                   | Karlsruhe Hbf Bft Südeinfahrt bis 2016 Karlsruhe Hbf Bft DB/AVG | Karlsruhe Hbf Bft Südeinfahrt bis 2016 Karlsruhe Hbf Bft DB/AVG |
| |                                                                                          |                                                                 |                                                                 |
| Abzweig geradeaus und nach links |                                                                                          | zum Albtalbf (zur Stadtbahn Karlsruhe)                          | zum Albtalbf (zur Stadtbahn Karlsruhe)                          |
| Abzweig geradeaus und von rechts |                                                                                          | von Basel                                                       | von Basel                                                       |
| Kreuzung geradeaus oben |                                                                                          | Albtalbahn                                                      | Albtalbahn                                                      |
| Bahnhof | 26,814                                                                                   | Karlsruhe Hbf (Gleise 101 und 102; MEG km 27,013)               | 121 m                                                           |
| Strecke |                                                                                          | nach Mannheim                                                   | nach Mannheim                                                   |
| |                                                                                          |                                                                 |                                                                 |
| Quellen: |                                                                                          |                                                                 |                                                                 |

Die Bahnstrecke Winden–Karlsruhe ist eine Eisenbahnhauptstrecke in Baden-Württemberg und Rheinland-Pfalz, die in ihrer jetzigen Form seit 1938 besteht und zwischen Wörth und Karlsruhe elektrifiziert ist. Der heutige Abschnitt Winden–Wörth wurde 1864 eröffnet. Ein Jahr später folgte der Lückenschluss über den Rhein zur seit 1862 existierenden Maxaubahn. Letztere wurde im Zuge der Verlegung des Karlsruher Hauptbahnhofs innerhalb der Fächerstadt neu trassiert. Ebenfalls neue Streckenabschnitte entstanden zwischen Wörth und Mühlburg vor allem in Zusammenhang mit der Inbetriebnahme einer festen Rheinbrücke.
Durch letztere Maßnahme stieg ihre Bedeutung maßgeblich an. Heute ist die Strecke zusammen mit dem Abschnitt Neustadt–Winden der Pfälzischen Maximiliansbahn als Kursbuchstrecke 676 verzeichnet. Zudem verkehren zwischen Wörth und Karlsruhe mehrere Linien der Stadtbahn Karlsruhe.

## Geschichte

### Vorgeschichte
Erste Bestrebungen für einen Bahnbau im Bereich der heutigen Strecke gehen bis 1838 im Zuge der Aktienzeichnung der Pfälzischen Ludwigsbahn-Gesellschaft zurück. In diesem Zusammenhang setzte sich der Vorschlag, die Strecke über Zweibrücken und entlang des Schwarzbaches über Rodalben, Annweiler und Langenkandel (später: Kandel) an den Rhein zu führen, nicht durch. Im Zeitraum von 1847 bis 1849 entstand in Ost-West-Richtung die Ludwigsbahn von Ludwigshafen nach Bexbach, die hauptsächlich dem Kohletransport diente. 1855 folgte als Transitstrecke die Pfälzische Maximiliansbahn Neustadt–Wissembourg, mittels derer die Kohle aus der Saargegend und Produkte aus der pfälzischen Landwirtschaft nach Frankreich transportiert werden sollten. Sie blieb in den ersten Jahren ihres Bestehens jedoch hinter den Erwartungen zurück. Vor allem der französischen Bahngesellschaft Chemins de fer de l’Est gelang es, durch mehrere Maßnahmen wie beispielsweise die Manipulation von Tarifen die Konkurrenzfähigkeit sämtlicher linksrheinischer Strecken außerhalb Frankreichs zu unterbinden. Darüber hinaus gelang es ihr, einen großen Teil der Nachfrage von Kohle innerhalb des Département Haut-Rhin über die Forbacher Bahn bis nach Frouard zu leiten. Über den Schienenweg gelangte die Fracht nach Strasbourg oder entlang von Flüssen nach Mulhouse. Vor diesem Hintergrund war die Pfalz gezwungen, nach weiteren Absatzmärkten vorzugsweise jenseits des Rheins Ausschau zu halten.
Deshalb hegte die Pfälzische Maximiliansbahn-Gesellschaft, die die Strecke von Neustadt nach Wissembourg betrieb, Pläne, eine in Winden von dieser abzweigende Bahn in die badische Hauptstadt Karlsruhe einzurichten, zumal sie aus finanziellen Gründen ihre Rendite steigern musste. Die Ludwigsbahn-Gesellschaft musste dadurch keine Einbußen befürchten. Mit der geplanten Strecke war die Erwartung verbunden, Kohle besser in die süddeutschen Länder Baden, Württemberg und das übrige Bayern, das geographisch von der Pfalz (Bayern) abgetrennt war, bringen zu können. Anfangs zogen die Planer in Erwägung, die Strecke eventuell in Rohrbach abzweigen zu lassen. Mit Rücksicht auf die Interessen Bergzaberns, das ebenfalls einen Anschluss an das Eisenbahnnetz wünschte, sah die Gesellschaft jedoch davon ab.

### Planung
Vor allem die Gemeinde Kandel setzte sich vehement für eine solche Strecke ein und verwies auf die große Einwohnerzahl ihres Einzugsgebiets sowie die Schaffung von Arbeitsplätzen durch einen etwaigen Bahnbau. Der bayerische Militär Karl Krazeisen, der zu dem Zeitpunkt Truppenkorpskommandant in der Pfalz war, betonte, eine solche Strecke sei aus strategischen Gründen notwendig.

„Gleichwohl können wir nicht unterlassen, die Notwendigkeit einer Verbindungsbahn von Winden nach Karlsruhe zur Erleichterung der Kohlenversendungen nach Baden, Württemberg und dem jenseitigen Bayern anzuerkennen und zu bedauern, daß die zu Erlangung der Prioritätskonzession unsererseits eingeleiteten Schritte bis heute noch von keinem Erfolg begleitet waren.“

Ebenfalls 1859 erhielt die Maximiliansbahn-Gesellschaft vom Staatsministerium für Handel und öffentliche Arbeiten die Konzession. Im Sommer des Folgejahres wurde das Gelände sowie die Fertigung des Projekts festgelegt. Widerstand kam jedoch von Seiten der Stadt Germersheim, die dazu drängte, stattdessen zuerst eine Bahnlinie über ihr Gebiet und von dort aus weiter nach Bruchsal zu bauen. In einer Denkschrift argumentierte die Germersheimer Stadt- und Festungskommandantschaft ferner, dass bei einer Strecke von Winden nach Karlsruhe im Gegensatz zu einer Trasse über das Gebiet der Festung keine militärische Sicherung bestehe und es strategisch wichtig sei, eine Verbindung mit anderen Festungen wie Koblenz, Landau, Mainz und Rastatt herzustellen. Die pfälzische Regierung erteilte den Germersheimer Bestrebungen jedoch eine Absage.
1860 kamen in Rülzheim mehrere Vertreter südpfälzischer Gemeinden zusammen, die für eine Streckenführung statt über Winden und Kandel von Landau aus über Offenbach, Herxheim, Leimersheim und Leopoldshafen nach Karlsruhe plädierten. Sie argumentierten, dass die vorgesehene Strecke im Widerspruch zum öffentlichen Interesse stünde und ausschließlich eine „Kohlenbahn“ sei, die primär den Aktionären diene. Weiter argumentierten sie, dass die von ihnen vorgeschlagene Variante eine größere Zahl an Orten und Einwohnern tangiere als die Strecke über Kandel. Sie verwiesen auf die in Rülzheim produzierten Lebensmittel, die in Herxheim ansässigen Webereien und den dort betriebenen Handel mit Hanf und Flachsfasern sowie den Umschlag im Hafen von Leimersheim. Daneben spielten in der Region Getreidemühlen, der Anbau von Tabak und der Handel mit Vieh eine große Rolle. Von Rülzheim aus könnte zu einem späteren Zeitpunkt über Germersheim eine Verbindung nach Speyer entstehen. Die Kandeler Variante sei darüber hinaus aufgrund ihrer Nähe zur französischen Grenze bei einem etwaigen Krieg unsicher. Derselben Meinung war die Regierung in Bayern. Dennoch blieben die Rülzheimer Bestrebungen erfolglos.

### Bau, Eröffnung und erste Jahre
Bayern verabschiedete am 10. November 1861 ein Gesetz, das der Gesellschaft Zinsen für eine Geldanlage von insgesamt anderthalb Millionen Gulden garantierte. Die Konzession folgte am 28. Juni des Folgejahres. Bereits am 5. August 1862 wurde auf badischer Seite die Maxaubahn genannte Strecke von Karlsruhe zum rechten Rheinufer beim Weiler Maxau eröffnet. Am 14. März 1864 wurde der Abschnitt Winden–Maximiliansau freigegeben. Obwohl er durch die Gemarkung der südöstlich von Winden liegenden Gemeinde Minfeld verlief, erhielt sie keinen Bahnhof, da ein Viehtränkebrunnen im Zuge des Streckenbaus hätte verlegt werden müssen und dies zu Konflikten geführt hätte.

Schiffsbrücke von Maxau im Jahr 1911

Ein Jahr später, am 8. Mai 1865, erfolgte der Lückenschluss zwischen Maximiliansau und der Maxaubahn in Form der Brücke über den Rhein. Diese existierte bereits seit 1840 für den Straßenverkehr und wurde umgerüstet, dass zusätzlich Eisenbahnverkehr möglich war. Sie war die europaweit erste einer Eisenbahnstrecke dienende Pontonbrücke und galt als technische Innovation.

### Weitere Entwicklung
Obwohl die Strecke für die Personenbeförderung rege benutzt wurde, verhinderte der zur Rheinüberquerung notwendige Lokwechsel einen nennenswerten Durchgangsverkehr. Ab 1. Januar 1870 lag die Betriebsführung des linksrheinischen Streckenabschnitts bei den neu gegründeten Pfälzischen Eisenbahnen, die durch Zusammenschluss der pfälzischen Bahngesellschaften entstandenen war; Eigentümer beziehungsweise Konzessionsträger war nach wie vor die pfälzische Maximiliansbahn. Diese war für die Überführung der Züge über den Rhein zuständig. Die Betriebsführung des rechtsrheinischen Streckenteils oblag den Großherzoglich Badischen Staatseisenbahnen. Ab 1895 zweigte zwischen den Bahnhöfen Mühlburg und Knielingen eine Güterumgehungsbahn ab, über die fortan ein großer Teil des Güterverkehrs geführt wurde. 1907 wurden entlang des Abschnitts Winden–Wörth Streckenfernsprecher aufgestellt. Auf den Bahnhöfen entlang des Streckenteils von Winden nach Maxau entstanden Bahnsteigsperren. Am 1. Januar 1909 ging der Abschnitt Winden–Rheinbrücke der Strecke zusammen mit den übrigen Strecken in der Pfalz in das Eigentum der Bayerischen Staats-Eisenbahnen über.
Bereits 1900 hatte das badische Innenministerium eine Verlegung des Karlsruher Hauptbahnhofs genehmigt, da er zum einen an den Grenzen seiner Leistungsfähigkeit angelangt war und zum anderen die vielen niveaugleichen Bahnübergänge im Stadtgebiet zunehmend ein Hindernis für Fußgänger und Straßenbahnverkehr darstellten. Der neue Standort sollte sich am südlichen Stadtrand befinden. Damit einhergehend musste der badische Streckenteil östlich von Knielingen eine neue Trasse erhalten. Diese sollte die Stadt in einem großen, halbkreisförmigen Bogen umgehen. Dabei war vorgesehen, aus westlicher Richtung einen Teil der 1895 errichteten Güterumgehungsbahn bis kurz vor dem Westbahnhof, der 1895 zeitgleich mit dem Rangierbahnhof errichtet wurde, mitzubenutzen. Am 23. Oktober 1913 wurde der neue Hauptbahnhof eröffnet und die Strecke der bisherigen Maxaubahn verlegt. Mühlburg erhielt einen neuen Bahnhof, der zugleich als Abzweigstation für die über Eggenstein und Linkenheim verlaufende Verbindung nach Graben-Neudorf fungierte. Diese musste südlich von Eggenstein ebenfalls neu trassiert werden. Bis dahin hatte der entfallende Bahnhof Mühlburger Tor diese Funktion inne. Wenige Jahre später kam zwischen Mühlburg und dem Karlsruher Hauptbahnhof auf Höhe des Westbahnhofs der Haltepunkt Karlsruhe Zeppelinstraße (später Karlsruhe West genannt) hinzu.

### Weimarer Republik und Drittes Reich (1920–1945)
1920 ging die Strecke in den Besitz der neu gegründeten Deutschen Reichsbahn (DR) über. 1922 erfolgte die Eingliederung des pfälzischen Streckenabschnitts in die neu gegründete Reichsbahndirektion Ludwigshafen, der badische Teil kam zur Direktion Karlsruhe. Von 1923 bis 1924 war Frankreich, das damals die Pfalz besetzt hielt, für den Regiebetrieb zuständig. Im Lauf der Jahrzehnte nahm der Verkehr stetig zu. Der Fahrplan der Bahn hatte Vorrang vor dem Schiffsverkehr. Dies verursachte entlang des Rheins einen Stau von Schiffen. Noch hinderlicher war dieser Umstand für den Straßenverkehr, der erst nach der Passage der Schiffe die Brücke befahren durfte. Die politische und wirtschaftliche Lage der 1920er Jahre vereitelte die Pläne für eine feste Rheinbrücke. Baden und Bayern stellten ab 1934 schließlich Geld für den Bau zur Verfügung und die Arbeiten begannen. Mit Auflösung der Ludwigshafener Direktion im Jahr 1937 wechselte die Strecke zum 1. Februar 1937 komplett in den Zuständigkeitsbereich von Karlsruhe, dort hatte auch das zuständige Reichsbahn-Betriebsamt (RBA) seinen Sitz.
Am 4. April des Folgejahres wurde die feste Rheinbrücke bei Maxau in Betrieb genommen, die Pontonbrücke wurde demontiert. Der bisherige Bahnhof Maximiliansau verlor seine Funktion. Stattdessen erhielt der Ort einen neuen Haltepunkt unmittelbar westlich der neuen Brücke. Der Streckenabschnitt Mühlburg–Maxau erhielt eine neue Trasse. Dabei wurde die Strecke, die bislang durch Knielingen hindurchführte, an den südwestlichen Siedlungsrand geführt und Knielingen bekam einen neuen Bahnhof. Der Streckenabschnitt Wörth–Karlsruhe war fortan zweigleisig befahrbar.
Durch die neue Rheinbrücke orientierten sich die Hauptverkehrsströme, die bislang auf die Achsen Landau–Bruchsal sowie Neustadt–Wissembourg ausgerichtet waren, in Richtung Karlsruhe um. Die Schnellzüge der Relation Saarbrücken–München wurden über Winden und Karlsruhe geführt. 1944 entstand aus strategischen Gründen die Bahnstrecke Karlsruhe-Dammerstock–Karlsruhe West als Verbindungskurve zur Bahnstrecke Mannheim–Rastatt. Anfang 1945 kam der Verkehr infolge des Zweiten Weltkrieges zum Erliegen. Im selben Jahr wurde die Brücke über den Rhein durch Luftangriffe zerstört.

### Nachkriegszeit und Deutsche Bundesbahn (1945–1993)
Der linksrheinische Streckenteil befand sich seit dem 31. August 1945 als Folge der Einteilung der Besatzungszonen innerhalb der Eisenbahndirektion Mainz, der Rechtsnachfolgerin der gleichnamigen Reichsbahndirektion, der sämtliche Bahnstrecken innerhalb des ein Jahr später gegründeten Bundesland Rheinland-Pfalz unterstanden. Die Direktion in Karlsruhe war weiterhin für den badischen Streckenabschnitt zuständig

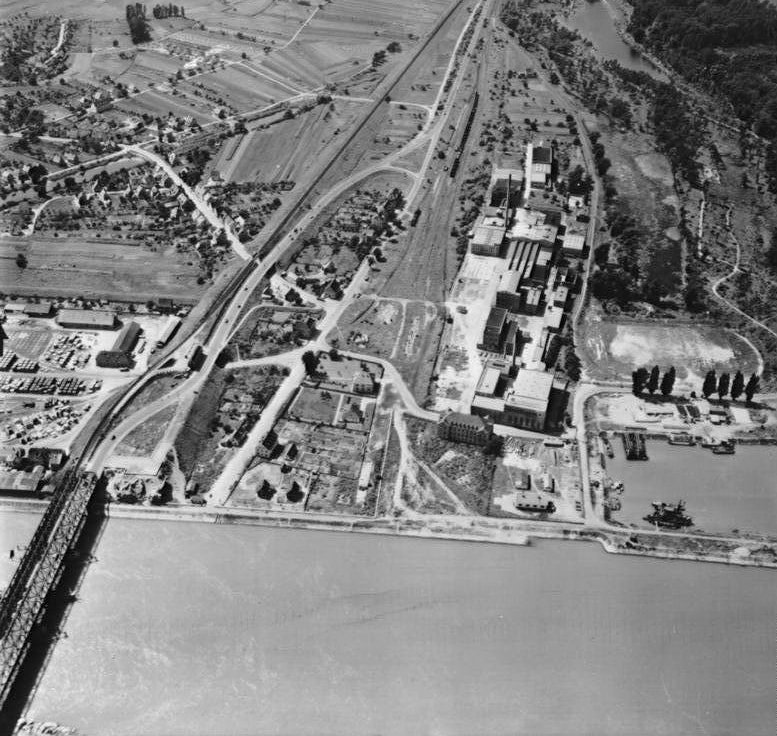
Streckenabschnitt innerhalb von Maximiliansau (links im Bild), rechts oben die Gleisanlagen des früheren Bahnhofs Maximiliansau

Bedingt durch die Sprengung des Rheinübergangs verkehrten die Züge im westlichen Streckenteil zunächst lediglich bis Wörth. Als Ersatz für die gesprengte Rheinbrücke erfolgte am 16. Juni 1947 die Inbetriebnahme einer neuen Kriegshilfsbrücke, die zunächst als Provisorium gedacht war, sich jedoch zur Dauerlösung entwickelte. Im selben Jahr übernahm die Betriebsvereinigung der Südwestdeutschen Eisenbahnen (SWDE) den Betrieb, die schrittweise in die 1949 gegründete Deutsche Bundesbahn überging. Die im Zweiten Weltkrieg entstandene Verbindungskurve wurde in der Folgezeit abgebaut. Ab 30. November 1958 wurde auf der Strecke „Betriebsnachtruhe“ eingeführt. 1969 ersetzte ein Fernmeldekabel die Telegrafen-Freileitung zwischen Winden und Wörth. Im Zuge der schrittweisen Auflösung der Bundesbahndirektion Mainz war ab 1. Juni 1971 die Bundesbahndirektion Karlsruhe für die gesamte Strecke zuständig. 1974 folgte zudem die Elektrifizierung des Streckenabschnitts Wörth–Karlsruhe. Nach einem Schiffsunfall 1987 musste die Rheinbrücke Maxau neu gebaut werden. Sie wurde am 29. April 1991 als eingleisige Brücke eröffnet.

### Deutsche Bahn (seit 1994)
Im Zuge der Bahnreform ging die Strecke zum 1.  Januar 1994 in das Eigentum der Deutschen Bahn über. 1995 folgte die Integration der Strecke in den Tarifbereich des Karlsruher Verkehrsverbundes (KVV). Seit 2001 besteht entlang des Abschnitts Winden–Maximiliansau ein Übergangstarif des Verkehrsverbundes Rhein-Neckar (VRN). Für den Stadtbahnbetrieb wurde Mitte der 1990er Jahre der Abschnitt Wörth–Maximiliansau wieder zweigleisig ausgebaut. 1997 folgte die Integration des Abschnitts Maxau–Wörth in das Netz der Stadtbahn Karlsruhe und damit in das dort praktizierte so genannte „Karlsruher Modell“, dabei entstand westlich des Bahnhofs Wörth eigens für die Stadtbahnlinie S 5 eine Strecke in die Wörther Innenstadt. Östlich von Maxau fädeln die Stadtbahnen annähernd auf die alte, bis 1938 genutzte Trasse ein, um anschließend innerhalb von Knielingen die Trasse der seit den 1950er Jahren bestehenden Straßenbahn zu nutzen.
1999 begannen die Bauarbeiten für einen zweiten Brückenüberbau für ein zweites Gleis unmittelbar neben der bestehenden Rheinüberführung, da die 1991 in Betrieb genommene Brücke sich als Nadelöhr erwiesen hatte. Die Aufnahme des zweigleisigen Betriebs erfolgte am 12. Mai 2000. Vom 1. bis 3.  Oktober 2005 fanden entlang der Strecke anlässlich des 150. Jubiläums der benachbarten Maximiliansbahn Dampfzugfahrten der Ulmer Eisenbahnfreunde (UEF) statt. Die Dampfzüge verkehrten auf dem Ring Neustadt–Winden–Karlsruhe–Graben-Neudorf–Germersheim–Schifferstadt–Neustadt. Teils fuhren diese mit sogenannten „Silberlingen“ der Deutschen Bahn. 2010 erfolgte die Inbetriebnahme der Stadtbahnlinien S 51 und S 52 nach Germersheim. Während die S 51 genau wie die S 5 lediglich den Abschnitt zwischen Wörth und Betriebsbahnhof Rheinbrücke benutzt, verkehrt die S 52 ab Wörth auf der Strecke bis kurz vor dem Karlsruher Hauptbahnhof und biegt dort in die seit 1996 existierende Verbindungsrampe zum Albtalbahnhof ein. Seit 2023 verkehrt auf dem Abschnitt Wörth – Karlsruhe die Rhein-Neckar S-Bahnlinie S3 eine Schleife von Karlsruhe über Heidelberg, Mannheim und Germersheim nach Karlsruhe und zurück.

## Verkehr

### Personenverkehr

#### Verkehr bis 1945
1866 fuhren an Werktagen insgesamt 16 Personenzüge über die Strecke. 1871 verkehrten auf dem pfälzischen Abschnitt fünf Zugpaare, davon die Hälfte als gemischte Züge. Eine Fahrt von Winden nach Maximiliansau dauerte damals rund eine dreiviertel Stunde. Der Fahrplan von 1897 wies durchgehende Züge der Relation Bergzabern–Karlsruhe auf. Im Herbst 1914 und somit während des Ersten Weltkriegs existierten sechs Zugpaare, eine Verbindung verkehrte lediglich von Maximiliansau nach Winden. In den 1920er Jahren existierte außerdem eine Kurswagenverbindung der Relation Köln–Neustadt–Landau–Karlsruhe, deren Züge ab Landau als Eilzüge verkehrten. Im Jahr 1932 gelangten montags bis freitags 32 der Personenbeförderung dienenden Züge über den Rhein.
Ab 1938 wurden die Schnellzüge der Relation Saarbrücken–München, die bisher über die Bahnstrecke Germersheim–Landau verliefen, fortan über Winden und Karlsruhe geführt. Bereits ein Jahr später war die Strecke zusammen mit dem Maximiliansbahn-Abschnitt Neustadt–Winden unter der Kursbuchnummer 243c verzeichnet. Nach dem Westfeldzug existierte ein Schnellzug für den Zivilverkehr von Karlsruhe nach Dijon, der anfangs über die Strecke geführt wurde, später jedoch über Rastatt und Hagenau lief. Der Fahrplan von 1944 wies zum Teil durchgehende Nahverkehrszüge von Karlsruhe über Winden, Landau und Zweibrücken bis nach Saarbrücken auf.

#### Nachkriegszeit und Deutsche Bundesbahn
Unmittelbar nach dem Zweiten Weltkrieg verkehrten Züge speziell für die Besatzungsmächte, die für den zivilen Verkehr gesperrt waren. Unter ihnen befand sich eine Zugverbindung, die von Neustadt über Landau und Winden – zunächst aufgrund der unterschiedlichen Besatzungszugehörigkeit unter Umgehung von Karlsruhe mittels der seit 1944 existierenden Umgehungskurve – bis nach Baden-Baden führte. Die reguläre Personenzüge verkehrten zwischen Landau und Wörth.
Bereits 1953 strich die Bundesbahn den nachts verkehrenden Schnellzug von Köln nach Konstanz. Bis in die 1960er Jahre verkehrten entlang der Strecke Schnellzüge der Relation Krefeld–Basel. Zur selben Zeit war sie in die Relation der Eilzüge Saarbrücken–München eingebunden. Bis 1973 existierten noch Eilzüge der Relation Bingerbrück–Karlsruhe, die Kurswagen nach Basel, Krefeld und Saarbrücken mit sich führten. 1988 endete der Verkehr von Schnellzügen und Kurswagen über die Strecke von Winden nach Karlsruhe. Die annähernd stündlich verkehrenden Eilzüge Karlsruhe–Landau wurden in Regionalschnellbahnen (RSB) umgewandelt, jede zweite von ihnen gelangte bis nach Neustadt.

#### Seit der Bahnreform
1997 wurde die Erweiterung der Stadtbahn Karlsruhe nach Wörth eröffnet. Zuvor führte die Deutsche Bahn seit 1994 einen Vorlaufbetrieb im Stundentakt auf dem Streckenabschnitt Karlsruhe–Wörth durch. Die Stadtbahnen trugen die Linienbezeichnung „S8“.
| Rheintal-Express   | Karlsruhe | Koblenz            |
| Felsenland-Express | Karlsruhe | Bundenthal-Rumbach |

Zusammen mit dem Maximiliansbahn-Abschnitt Neustadt–Winden ist die Strecke mittlerweile Teil der Kursbuchverbindung Karlsruhe – Neustadt und ist als KBS 676 verzeichnet. Stündlich verkehren je eine Regionalbahn (RB 51) und ein Regional-Express (RE 6) von Karlsruhe nach Neustadt. Die Regionalbahnen von Karlsruhe nach Neustadt bedienen bis auf die Stationen Wörth Alte Bahnmeisterei, Maximiliansau Eisenbahnstraße und Maxau alle Unterwegshalte. Die seit dem Jahr 1997 verkehrenden Regional-Express-Züge halten bis auf wenige Ausnahmen nur in Wörth, Kandel, Winden und Landau. Seit 2023 verkehrt auf dem Abschnitt Wörth – Karlsruhe die Rhein-Neckar S-Bahnlinie S3 (Karlsruhe – Heidelberg – Mannheim – Germersheim – Karlsruhe) ohne Zwischenhalt. Zwischen dem Bahnhof Wörth und der Ausfädelung auf die Straßenbahngleise östlich des Haltepunktes Maxau fahren die Karlsruher Stadtbahnlinien S 5 (Wörth Badepark – Pforzheim Hbf) und S 52 (Germersheim – Karlsruhe Innenstadt). Die Stadtbahnlinien bedienen auch die Unterwegshalte Maximiliansau Eisenbahnstraße und Maxau. Von Wörth bis kurz vor dem Karlsruher Hauptbahnhof verkehrt zudem die Linie S 51 (Germersheim – Karlsruhe Innenstadt), die jedoch zwischen Wörth (Rhein) und Karlsruhe Albtalbahnhof wie die Regionalbahnen nicht die Haltepunkte Maximiliansau Eisenbahnstraße und Maxau bedient und die Verbindungsrampe zum Albtalbahnhof passiert.

### Güterverkehr

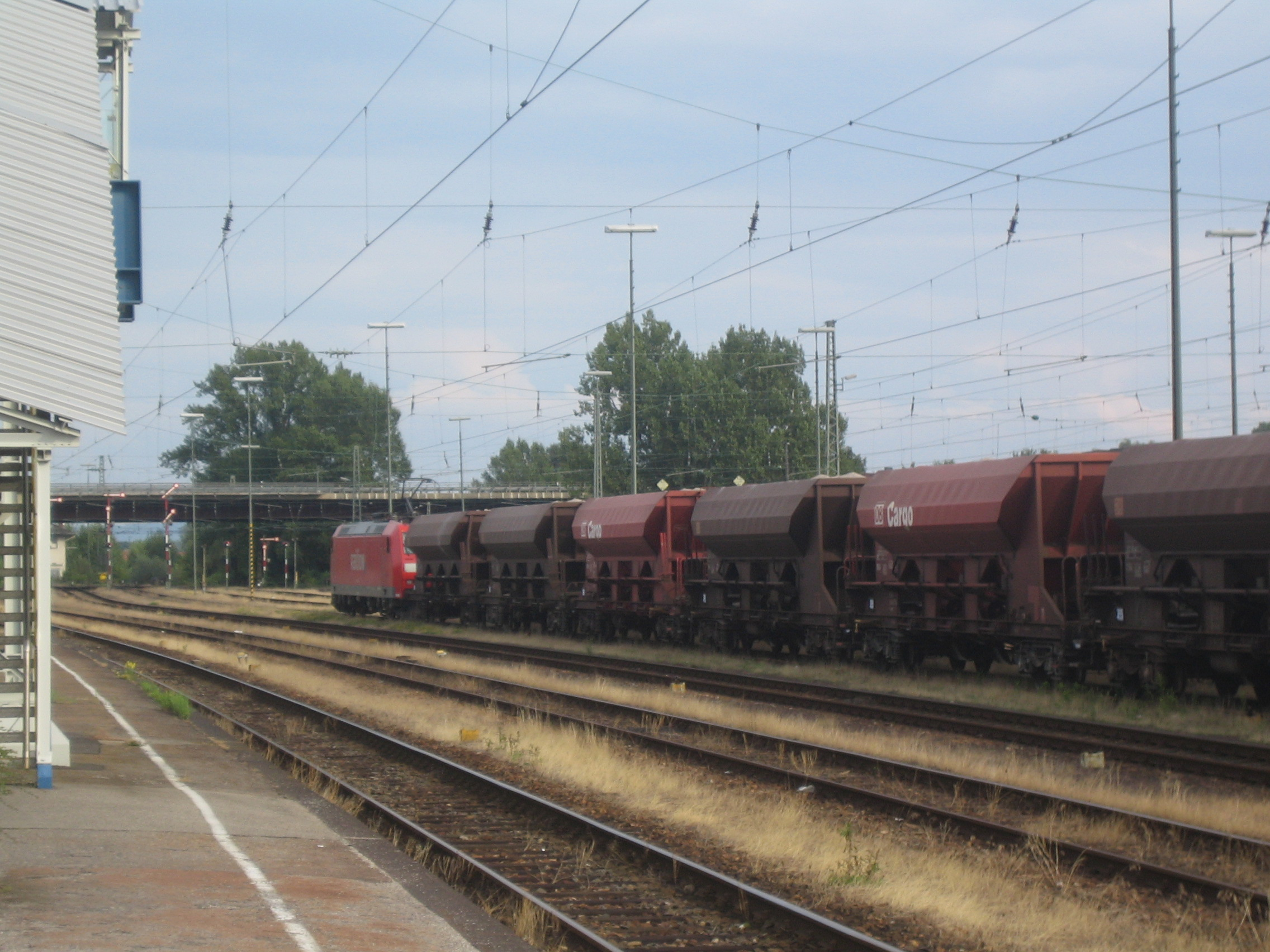
Güterzug im Bahnhof Wörth (Rhein)

In den ersten Jahren ihres Bestehens diente die Strecke von Winden nach Karlsruhe hauptsächlich dem Kohletransport nach Süddeutschland. Nach Inbetriebnahme der Rheinbrücke Germersheim 1877 büßte sie einen großen Teil dieser Bedeutung wieder ein. 1871 verkehrten neben den gemischten Zügen vier reine Güterzüge, davon drei Richtung Winden und einer in Richtung Maximiliansau. Zwei von ihnen ließen die Bedienung von Wörth aus und einer die von Kandel, die restlichen versorgten alle Unterwegsbahnhöfe.
Vor allem die Bahnhöfe Winden und Kandel besaßen einst Bedeutung für die Beförderung von Zuckerrüben. In den 1980er Jahren wurden diese von Landau aus bedient. Entsprechend verfügten sie über eine Verladeeinrichtung, über die Zuckerrüben auf Güterwaggons gelangten. Anfang der 1990er Jahre gab die Deutsche Bundesbahn diesen Transportzweig auf, die Rübentransporte wechselten folglich auf die Straße. Entsprechend wurden die Gütergleise in der Folgezeit demontiert. Der restliche Streckenabschnitt wird von Karlsruhe aus versorgt.
Zwischen Karlsruhe und Wörth findet reger Güterverkehr zu den Wörther Baggerseen, dem Mercedes-Benz-Werk Wörth und dem Wörther Rheinhafen statt, weshalb dieser Streckenabschnitt seit 1974 elektrifiziert ist. Vom Betriebsbahnhof Karlsruhe-Rheinbrücke zweigen Anschlussgleise zu den Raffinerien der MiRO sowie zu einem Werk von Stora Enso ab. Ersteres ist ebenfalls elektrifiziert. Entsprechend werden die dortigen Güterzüge meist elektrisch gefahren, ebenso der Güterverkehr nach Wörth. Die einst zahlreichen Anschlussgleise des Bahnhofs Karlsruhe West wurden alle zurückgebaut, der Bahnhof Karlsruhe-Knielingen hat mittlerweile ebenfalls keine Anschlussgleise mehr.

## Fahrzeugeinsatz
Da die Rheinbrücke zwischen Karlsruhe und Wörth anfangs eine Pontonbrücke war, wurden eigens zur Querung des Flusses die Lokomotiven der Baureihe T 2.I eingesetzt. Nach dem Zweiten Weltkrieg übernahmen Uerdinger Schienenbusse einen Teil der Leistungen.
Für die Regionalexpresszüge der Relation Neustadt–Karlsruhe kamen zunächst Neitech-Züge der Baureihe 611 zum Einsatz. Da diese sehr unzuverlässig waren, wurden sie nur wenige Jahre später durch die Baureihe 612 ersetzt. Danach wurden Triebzüge der Baureihe 642 Desiro Classic eingesetzt, welche ab Dezember 2023 wiederum weitgehend durch die Baureihe 643 abgelöst wurden. Auf den Regionalbahnen wurden seit den achtziger Jahren bis Dezember 2010 Triebzüge der Baureihe 628 eingesetzt, die die zuvor verkehrenden Schienenbusse ersetzten. Die Baureihe 628 wurde wiederum durch die Baureihe 643 abgelöst, die dort immer noch eingesetzt werden. Am 9. Dezember 2024 kehrte die Baureihe 218 bei DB Regio Mitte in den regulären Planeinsatz zurück. Seit dem 16. Dezember wird sie montags bis freitags im Zweistundentakt auf der Strecke zwischen Karlsruhe und Neustadt (Weinstraße) eingesetzt, wobei sie einen Doppelstockzug zieht. Wie lange diese Einsätze fortgeführt werden, ist derzeit nicht bekannt.
Perspektivisch sollen ab Dezember 2025 zweiteilige Stadler FLIRT als Akkutriebwagen (Baureihe 526) sowohl auf Regionalbahn- als auch auf Regionalexpress-Linien eingesetzt werden.
Im Stadtbahnverkehr werden Elektrotriebwagen der Typen GT8-100C/2S, GT8-100D/2S-M und ET 2010 eingesetzt.

## Streckenverlauf
Der Abschnitt Winden–Karlsruhe verläuft bis Kandel über landwirtschaftlich genutztes Areal, zwischen Kandel und Wörth durchquert er den Bienwald. Nach der Rheinbrücke (bis 1938 eine Schiffsbrücke) werden Rheinauen sowie seit 1938 der südwestliche Ortsrand von Knielingen passiert, während dies zuvor durch die Ortsmitte des Karlsruher Stadtteils geschah, ehe die einstige Hardtbahn in die Strecke einmündet und zusammen mit dieser in den Haltepunkt Karlsruhe-Mühlburg führt. Im Bahnhof Karlsruhe West zweigt eingleisige die Güterumgehungsbahn Karlsruhe ab. Danach führt die Strecke in einem großen Bogen um den Stadtteil Bulach herum, ehe sie am Karlsruher Hauptbahnhof endet.
Von Winden bis Maximiliansau Eisenbahnstraße durchquert die Strecke den rheinland-pfälzischen Landkreis Germersheim, der restliche Abschnitt befindet sich innerhalb der baden-württembergischen Stadt Karlsruhe.

## Betriebsstellen

### Winden (Pfalz)

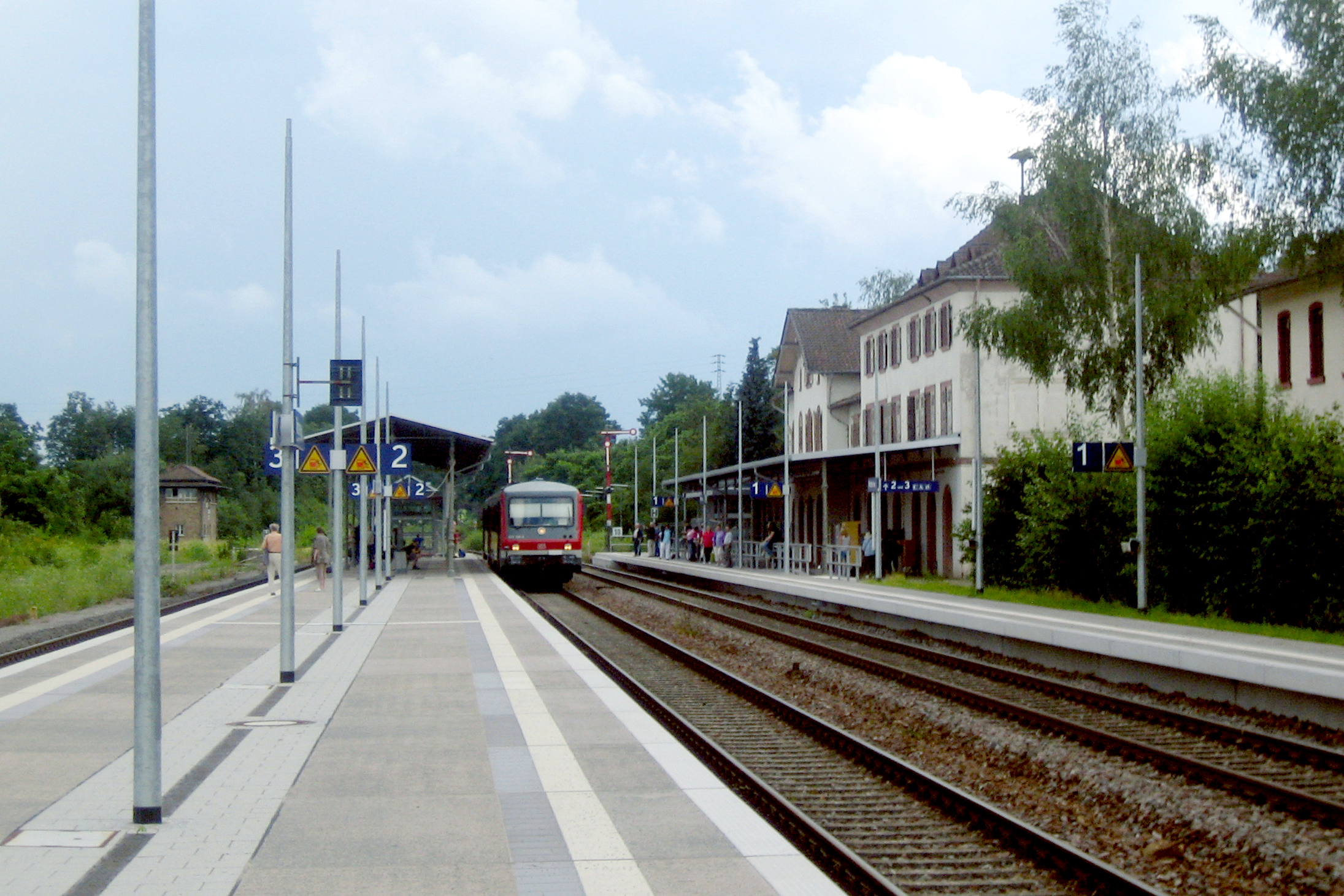
Winden nach der Modernisierung 2007

Der Bahnhof Winden (Pfalz) befindet sich am südöstlichen Ortsrand der Ortsgemeinde Winden. Er wurde mit Eröffnung der Pfälzischen Maximiliansbahn im Jahr 1855 in Betrieb genommen. Ab 1864 kam die Strecke nach Maximiliansau hinzu. Dadurch wurde der Bahnhof nach Schifferstadt (1847), Ludwigshafen (1853), Neustadt an der Haardt (1855) und Homburg (1857) der fünfte Eisenbahnknotenpunkt innerhalb der Pfalz. 1870 kam noch die Kurbadlinie nach Bad Bergzabern hinzu. Im Zeitraum von 2005 bis 2007 wurde er modernisiert. Das erschlossene Empfangsgebäude steht unter Denkmalschutz.
Die Strecke beginnt an der südlichsten Weiche des Bahnhofs.

### Kandel
Der Bahnhof Kandel befindet sich unweit der Innenstadt von Kandel. Die Züge Richtung Winden halten normalerweise auf Gleis 1 am Hausbahnsteig, die Züge Richtung Wörth auf Gleis 2, dem durchgehenden Hauptgleis. Das Empfangsgebäude steht unter Denkmalschutz.

### Wörth Mozartstraße
Der Haltepunkt Wörth Mozartstraße befindet sich im Ortsteil Dorschberg der Stadt Wörth am Rhein und ging im März 2009 in Betrieb. Ursprünglich war geplant, auf Höhe der am nordwestlichen Stadtrand gelegenen Endhaltestelle Wörth Badepark der Stadtbahn einen Halt für die Regionalbahnen zu errichten, um dort einen Umstieg zwischen Stadtbahn und Regionalbahn zu ermöglichen. Die Stadt Wörth am Rhein favorisierte jedoch einen zentraleren Halt, der schließlich realisiert wurde.

### Wörth (Rhein) Alte Bahnmeisterei
Der Haltepunkt Wörth Alte Bahnmeisterei ist ein Bahnhofsteil des Bahnhofs Wörth. Er wurde mit der Inbetriebnahme der hier abzweigenden Innenstadtstrecke durch Wörth im Jahr 1997 eröffnet und liegt direkt an der ehemaligen Bahnmeisterei des Wörther Bahnhofs. Die von der AVG betriebene Verkehrsstation besitzt einen 38 Zentimeter hohen und 80 Meter langen Mittelbahnsteig und wird ausschließlich durch die Linie S 5 der Stadtbahn Karlsruhe angefahren.

### Wörth (Rhein)
Der Bahnhof Wörth (Rhein) befindet sich im Osten der Kernstadt von Wörth. Er ist ein Eisenbahnknotenpunkt in der Pfalz und der größte Unterwegsbahnhof auf der Strecke von Winden nach Karlsruhe. Er besitzt fünf Bahnsteiggleise und neun Gleise ohne Bahnsteige, welche vorrangig dem Güterverkehr als Abstellgleise dienen. Von ihm zweigen seit 1876 die Bahnstrecken nach Germersheim/Schifferstadt und nach Lauterbourg/Strasbourg ab. Seit 1997 zweigt von ihm zusätzlich die Stadtbahnstrecke in die Wörther Innenstadt ab. Das Empfangsgebäude steht unter Denkmalschutz.
Die Strecke wird hier an der Weiche 5 zweigleisig und führt durch die Gleise 3 und 4. Im östlichen Bahnhofskopf wird sie von der Strecke Schifferstadt–Strasbourg gekreuzt.

### Maximiliansau
Der Bahnhof Maximiliansau existierte von 1864 bis 1938 und befand sich entlang der alten Bahntrasse, die im Zuge des Baues einer festen Rheinbrücke zugunsten einer weiter südlich verlaufenden aufgegeben wurde. Sein Empfangsgebäude stand quer zur Fahrtrichtung und wurde zu Beginn des Zweiten Weltkriegs abgerissen. Die Gleisanlagen fielen dem Bahnhof Wörth zu.

### Maximiliansau West

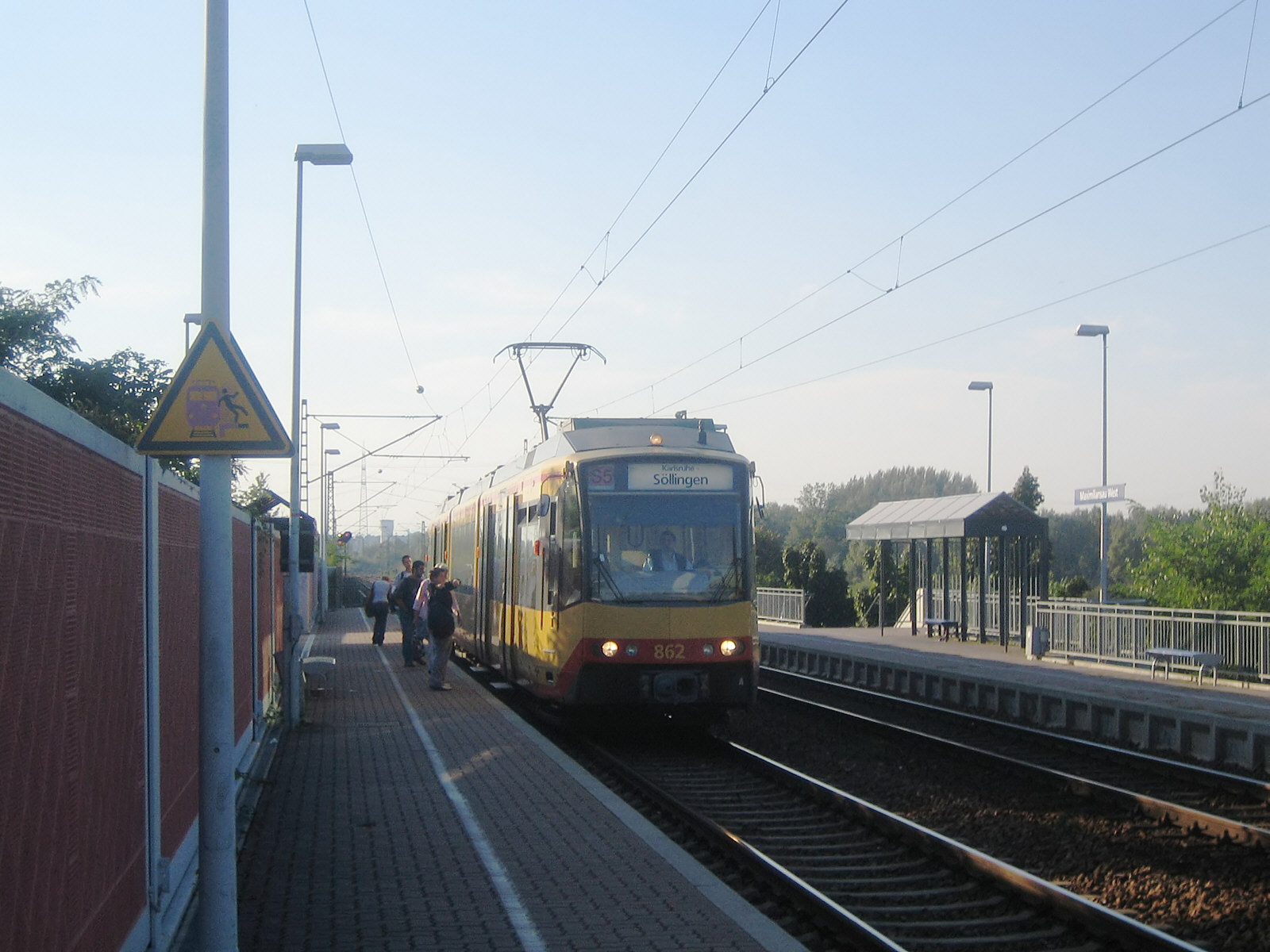
Stadtbahn am Haltepunkt „Maximiliansau West“

Der Haltepunkt Maximiliansau West wurde im Zuge des zweigleisigen Ausbaus der Strecke zwischen Wörth und der Rheinbrücke im Mai 1996 in Betrieb genommen. Er befindet sich am nordwestlichen Rand von Maximiliansau. Er wird von der AVG betrieben und umfasst zwei 38 Zentimeter hohe und 119  Meter lange Außenbahnsteige.

### Maximiliansau Eisenbahnstraße
Der Haltepunkt Maximiliansau Eisenbahnstraße wurde 1938 im Zuge der Neutrassierung der Strecke zwischen Wörth und Mühlburg in Betrieb genommen und hieß zunächst Maximiliansau. Er befindet sich am nordöstlichen Rand des Ortes. Im Zuge des zweigleisigen Ausbaus der Strecke zwischen Wörth und der Rheinbrücke Mitte der 1990er Jahre und der damit einhergehenden Eröffnung des Haltepunktes Maximiliansau West erhielt er seinen heutigen Namen und wurde dabei mit einem zusätzlichen Bahnsteig ausgestattet. Er wird von der AVG betrieben und umfasst zwei 38 Zentimeter hohe und 120  Meter beziehungsweise 132  Meter lange Außenbahnsteige.
Vom Haltepunkt aus – im Gegensatz zum mindestens gleich nahen Haltepunkt Maximiliansau West – zu Fuß erreichbar liegen der Globus-Baumarkt Wörth und das Einkaufszentrum „Maximiliancenter“, was seit 2009 bei den Bandansagen in den Stadtbahnen durchgesagt wird. Dieser Haltepunkt wird ausschließlich von den Stadtbahnlinien bedient. Alle anderen Züge fahren ohne Halt durch den Haltepunkt durch.

### Maxau
Der Haltepunkt Maxau (bei der Karlsruher Stadtbahn teilweise als Karlsruhe-Maxau bezeichnet) befindet sich unmittelbar östlich der Rheinbrücke und dient hauptsächlich dem Ausflugsverkehr. Hier hält ausschließlich die Stadtbahnlinie S5 sowie einzelne Züge der Linien S51 und S52 im Früh- und Spätverkehr. Zunächst hieß der Halt Maxau, ehe er am 3. April 1938 in Karlsruhe-Maxau umbenannt wurde. Noch am 15. Mai desselben Jahres erhielt er den neuen Namen Karlsruhe Rheinbrücke. Mangels Rentabilität wurde er zwischenzeitlich aufgelassen, ehe im Zuge der Inbetriebnahme der Stadtbahn im Jahr 1997 seine Reaktivierung unter der Bezeichnung Maxau folgte. Heute ist der Haltepunkt Eigentum der AVG und wird von ihr betrieben. Er umfasst zwei 120 Meter lange Außenbahnsteige: einen 38 Zentimeter hohen an Gleis 1 und einen 55 Zentimeter hohen an Gleis 2.

### Karlsruhe Rheinbrücke
Der Bahnhof Karlsruhe Rheinbrücke ist ein Betriebsbahnhof. Hier zweigt die Strecke zur Straßenbahn durch Knielingen, sowie die vom Tiefbauamt der Stadt Karlsruhe betriebene, sich vollständig im Bahnhof befindliche Strecke zu den Raffinerien der MiRO ab. Aus dem hierfür vorhandenen Gleis 16, dem Bahnhofsteil Karlsruhe Rheinbrücke StKA, zweigt außerdem ein Anschlussgleis zum Verpackungshersteller Stora Enso (früher „Papierfabrik Holtzmann“) ab. Da die Rheinbrücke Maxau von 1991 bis 2000 nur eingleisig war, war zu dieser Zeit hier das Ende dieses eingleisigen Abschnitts. Der Bahnhof wird vollständig vom Sp-Dr-S60-Stellwerk Karlsruhe West ferngestellt.

### Karlsruhe-Knielingen
Der Bahnhof Karlsruhe-Knielingen befindet sich am südlichen Ortsrand des ursprünglichen Dorfs und heutigen Karlsruher Stadtteils Knielingen. Er existiert seit 1938, nachdem die ursprüngliche durch den Ortskern führende Bahntrasse samt dem damaligen Bahnhof aufgegeben wurde. An seiner südlichsten Weiche zweigt Richtung Nordosten die Hardtbahn ab.

### Karlsruhe-Mühlburg

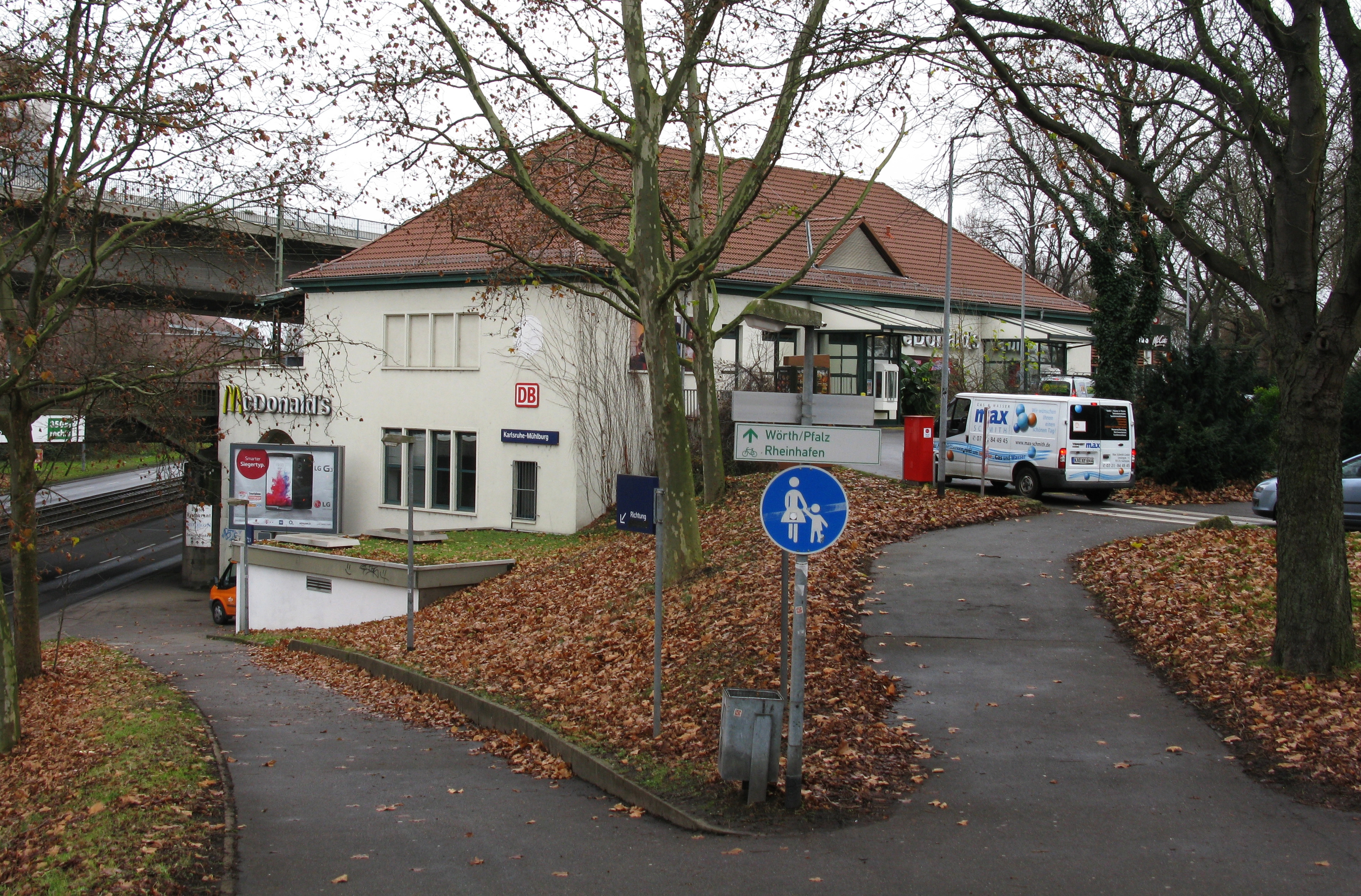
Empfangsgebäude von Karlsruhe-Mühlburg

Der Haltepunkt Karlsruhe-Mühlburg befindet sich im Westen des Karlsruher Stadtteils Mühlburg. Er ersetzte den alten Bahnhof, dessen Gleisanschluss infolge Verlegung des Karlsruher Hauptbahnhofs 1913 zwischen Knielingen und dem neuen Bahnhof der Fächerstadt neu trassiert wurde.

### Karlsruhe West
1895 wurde der Bahnhof Karlsruhe West als Teil der Güterumgehungsbahn Karlsruhe zum neu eröffneten Karlsruher Rangierbahnhof in Betrieb genommen. Als die Strecke von Winden aus ab Knielingen im Zuge des Neubaus des Karlsruher Hauptbahnhofs neu trassiert werden musste, entstand an der neuen Strecke der Haltepunkt Karlsruhe Zeppelinstraße. Dieser wurde zum 3. April 1938 in Karlsruhe West umbenannt und später in den Bahnhof integriert. Zusätzlich gibt es im Bahnhof Karlsruhe West am Gleis 108 einen Behelfsbahnsteig, der bei Baumaßnahmen und Streckensperrungen genutzt wird.

### Karlsruhe Hbf
Karlsruhe Hbf existiert in seiner heutigen Form seit 1913 und ersetzte den ursprünglichen Bahnhof am Rand der Innenstadt. Die Züge enden und beginnen heute abwechselnd auf den Gleisen 1, 101 und 102. Letztere sind Teil des eigens für den Verkehr in die Pfalz errichteten viergleisigen Kopfbahnhofs („Maxaubahnhof“), dessen Gleise 103 und 104 im Lauf der Entwicklung des Bahnhofs Mitte der 2000er Jahre stillgelegt und zurückgebaut wurden.
Im Bahnhofsteil Karlsruhe Hbf Bft Südeinfahrt zweigt seit 1996 die Strecke über die Rampe zum Albtalbahnhof ab. Bis 2016 hieß der Bahnhofsteil Karlsruhe Hbf Bft DB/AVG.

## Planungen
Zur Verbesserung der Betriebsqualität und zur Erhöhung der Streckenkapazität bestehen Überlegungen, die Strecke zwischen Winden und Wörth zweigleisig auszubauen. Eine Machbarkeitsstudie zum zweigleisigen Ausbau wurde am 21. Juni 2023 beim Zweckverband ÖPNV-Süd vorgestellt. Die Machbarkeitsstudie kommt zu dem Ergebnis, dass ein zweigleisiger Ausbau technisch möglich ist. Die Baukosten wurden mit 114 Mio. Euro nach aktuellem Preisstand abgeschätzt. Die Elektrifizierung der Strecke ist ebenfalls gewünscht. Für beide Ausbaumaßnahmen ist jedoch noch keine Finanzierung gesichert. Ferner ist die Errichtung eines zusätzlichen Haltepunktes Kandel West im Gespräch, wurde in der Machbarkeitsstudie zum zweigleisigen Ausbau jedoch nicht berücksichtigt.
Am 20. Oktober 2023 beschloss der Deutsche Bundestag, das als ABS Bingen – Hochspeyer, Neustadt – Wörth bezeichnete Vorhaben in den potenziellen Bedarf des Bedarfsplans für die Bundesschienenwege aufzunehmen.